# 石見銀山テレビ放送
石見銀山テレビ放送株式会社（いわみぎんざんテレビほうそう、GINZAN Cable television Co.Ltd）は、島根県大田市をサービスエリアとするケーブルテレビ局である。
大田市が市内全域で整備を進めている光ファイバー通信網の一部を使い2009年7月に開局した。インターネット・IP電話・音声告知放送のサービスも実施されている。愛称はぎんざんテレビ。

## 沿革
- 2006年（平成18年）1月30日 - 会社設立。
- 2007年（平成19年）5月 - 大田市の第三セクターとなる。
- 2008年（平成20年）
  - 10月8日 - 中国総合通信局設置許可。
  - 12月 - 局舎完成。

## サービスエリア
- 島根県大田市（新大田市全域）

### 整備計画
既に全域がサービスエリアとなっているが、2008年当時において大田市を四区域に分けて2008年度 - 2010年度にかけて整備していく計画として大田市の広報誌「広報おおだ」の2008年10月号で公表されていた。

### 局舎
大田市役所分庁舎の隣に位置する。外観がグレイの2階建てである。

## 主な放送チャンネル

### 地上波系列別再放送局
| NHK-G   | NHK-E   | NNN/NNS      | ANN              | JNN       | TXN | FNN/FNS            | JAITS |
| ------- | ------- | ------------ | ---------------- | --------- | --- | ------------------ | ----- |
| NHK松江 | NHK松江 | 日本海テレビ | 広島ホームテレビ | BSSテレビ |     | さんいん中央テレビ |       |

### テレビ局
| デジタル（ID） | 放送局                         |
| -------------- | ------------------------------ |
| 011(1)         | 日本海テレビ                   |
| 021(2)         | NHK松江Eテレ                   |
| 031(3)         | NHK松江総合                    |
| 051(5)         | 広島ホームテレビ               |
| 061(6)         | BSSテレビ                      |
| 081(8)         | さんいん中央テレビ             |
| 111-112(11)    | ぎんざんテレビ（自主放送番組） |

- 基本チャンネルプランでは、地上デジタル放送が視聴できる。

2K BSデジタル放送
多チャンネルプラン（STB利用）での視聴である。
| デジタル | 放送局               |
| -------- | -------------------- |
| 101      | NHK BS               |
| 141      | BS日テレ             |
| 151      | BS朝日               |
| 161      | BS-TBS               |
| 171      | BSテレ東             |
| 181      | BSフジ               |
| 191-193  | WOWOW                |
| 200      | BS10                 |
| 201      | BS10スターチャンネル |
| 211      | BS11イレブン         |
| 222      | BS12トゥエルビ       |
| 231      | 放送大学テレビ       |
| 531      | 放送大学ラジオ       |

4K 8K BSデジタル放送
| デジタル | 放送局             |
| -------- | ------------------ |
| 101      | NHK BSプレミアム4K |
| 102      | NHK BS8K           |
| 141      | BS日テレ 4K        |
| 151      | BS朝日 4K          |
| 161      | BS-TBS 4K          |
| 171      | BSテレ東 4K        |
| 181      | BSフジ 4K          |

多チャンネルプラン（STB利用）
| デジタル | 放送局                           |
| -------- | -------------------------------- |
| 509      | ジュエリー専門チャンネル GSTV HD |
| 522      | MONDO TV HD                      |
| 524      | 囲碁・将棋チャンネル HD          |
| 534      | スカイA HD                       |
| 535      | GAORA SPORTS HD                  |
| 537      | ゴルフネットワーク HD            |
| 541      | 釣りビジョン HD                  |
| 551      | ファミリー劇場 HD                |
| 552      | 日本映画専門チャンネル HD        |
| 553      | 時代劇専門チャンネル HD          |
| 557      | ミステリチャンネル HD            |
| 559      | ザ・シネマ HD                    |
| 570      | スペースシャワーTV HD            |
| 580      | カートゥーン ネットワーク HD     |
| 582      | アニマックス HD                  |
| 595      | テレ朝チャンネル2 HD             |
| 598      | ヒストリーチャンネル HD          |
| 700      | えんてれ                         |
| 711      | QVC                              |
| 774      | 歌謡ポップスチャンネル           |
| 820      | グリーンチャンネル HD            |
| 821      | グリーンチャンネル2 HD           |

## 音声告知放送
- 大田市と石見銀山テレビ放送の経費負担により、加入者宅に無料で告知放送機が設置される。（出典「広報おおだ」2008年10月号）また音声告知放送のみを利用する加入制度がある。